# کالوتینا
کالوتینا (به بلغاری: Kalotina) یک منطقهٔ مسکونی در بلغارستان است که در استان صوفیه واقع شده‌است. کالوتینا ۲۷۰ نفر جمعیت دارد و ۶۲۱ متر بالاتر از سطح دریا واقع شده‌است.